# Une femme à Berlin
Ne doit pas être confondu avec Une femme à Berlin (film).
Une femme à Berlin (allemand : Eine Frau in Berlin) est un témoignage autobiographique d'une jeune Allemande sous la forme d'un journal allant du 20 avril au 22 juin 1945. Il relate, à la fin de la Seconde Guerre mondiale, la chute du Troisième Reich et la prise de la ville de Berlin par l'Armée rouge, dont les soldats se livrent à cette occasion à des exactions et meurtres dont des viols de guerre massifs pendant plusieurs mois, et dont la jeune femme est victime à plusieurs reprises. 
Publié de manière anonyme pour la première fois en 1954 aux États-Unis, l'identité de l'auteure est dévoilée en 2003 : il s’agit de Marta Hillers.

## Le témoignage
Le texte décrit la vie quotidienne des Berlinois, notamment des femmes, au printemps 1945, tout près de la fin de la Seconde Guerre mondiale. La population est dans l'attente et l'angoisse de l'arrivée imminente des troupes soviétiques, et les habitants sont livrés à eux-mêmes dans le chaos de la débâcle allemande, l'État allemand — le Troisième Reich — étant sur le point de capituler. Les habitants, conscients de la profonde ire animant les troupes soviétiques à leur égard, notamment engendrée à la suite de l'invasion de leur pays en juin 1941 et à la profusion de crimes de guerre alors perpétrés en URSS par les instances nazies de 1941 à 1944, sont tenaillés tant par la faim que par la peur et entièrement mobilisés par la recherche du minimum vital.
Après la capitulation allemande le 8 mai 1945, l'occupation soviétique se révèle rapidement être un cauchemar pour les femmes, victimes de violences sexuelles perpétrées par les soldats de l’Armée rouge. On estime que cent mille femmes ont été violées pour la seule ville de Berlin durant cette période.
Cependant, malgré l'horreur, l'auteure développe son témoignage avec une certaine rationalité, : elle n'exprime aucune haine à l'égard de l'occupant et parvient, malgré la souffrance, les humiliations et le traumatisme à faire la part des choses, non sans sarcasme. Avec un regard acéré, elle montre l'ampleur du ressentiment de ses compatriotes à l'égard d'Adolf Hitler, mais aussi les petites et grandes mesquineries qui révèlent la véritable nature des uns et des autres lorsque l'ordre social est bouleversé. En particulier, au moment de l'arrivée des soldats dans la ville, elle évoque son étonnement de découvrir des femmes parmi les sous-officiers de l'Armée rouge, étrangeté pour elle de la condition féminine en URSS là où les femmes sous le Troisième Reich évoluaient dans des limites continuatrices du triptyque des 3K.
L’auteure étant libre de ses opinions — aucun compagnon ou membre de sa famille à ses côtés, elle indique à son entourage dans les abris qu'elle « prend juste des notes » et aux Soviétiques qu'elle perfectionne son russe — cet écrit préfigure donc, malgré sa diffusion décalée auprès du public allemand, la période du réalisme en littérature qui va succéder à l'effondrement de l'idéologie politique dominante l'année 1945.

## Personnages principaux

### La narratrice
La narratrice, qui ne donne pas son nom dans son récit, est une jeune femme qui décrit sa vie dans son journal et témoigne des événements auxquels elle assiste pendant huit semaines : la bataille de Berlin, la chute du Troisième Reich puis l'occupation de l'Allemagne par les Soviétiques. Elle se présente comme salariée d'une maison d'édition, a longuement voyagé en Europe durant sa jeunesse et maîtrise les bases de différentes langues, dont le russe et le français. Elle se décrit comme une « blondinette de trente ans toujours habillée du même manteau d'hiver »[réf. souhaitée]. D'abord domiciliée dans un appartement abandonné, elle se réfugie chez une veuve lorsque son domicile est endommagé. Elle souffre d'abord de la faim, puis des bombardements, devant se terrer dans des abris anti-aériens. Après l'arrivée des troupes soviétiques — à la suite de leur victoire dans la bataille de Berlin — de nombreux soldats de l'Armée rouge lui font subir des viols collectifs, sans que personne n'intervienne pour elle, ni pour les autres femmes victimes. De fait, terrorisée et humiliée, elle recherche la « protection » d'un haut-gradé de l’armée occupante afin de devenir sa « chasse gardée », tout en y trouvant un moyen d'avoir accès à de la nourriture. Une fois l'Armée rouge restructurée et le départ des Soviétiques des quartiers civils de Berlin, elle fait partie des femmes des ruines, ayant pour tâche de reconstruire la capitale.

### La veuve
Femme de 50 ans qui a eu une vie aisée avant la guerre, la veuve recueille la narratrice et partage son appartement avec elle et son sous-locataire, monsieur Pauli. Ayant elle aussi été victime d'un viol, elle montre de l'empathie envers la narratrice et développe une certaine complicité avec elle. Toute autant préoccupée par sa survie que les autres Berlinois, elle est reconnaissante de la nourriture apportée par les Soviétiques et tente d'arrondir les angles quand les événements s’aggravent. Sous la pression de monsieur Pauli, elle demande à la narratrice de déménager une fois les Soviétiques partis, et qu’elle n’amène plus de nourriture qu’elle récupérait auprès des militaires.

### Monsieur Pauli
Sous-locataire de la veuve, cet homme rentre de la guerre et dit souffrir de névralgie, ce que la narratrice pense être en réalité une névrose de guerre. Bien qu'étant censé être le « protecteur » des deux femmes avec qui il partage un appartement, il n’empêche pas leurs viols. Comptable de profession, il sympathise avec les Soviétiques durant leur séjour et demande à la veuve de faire partir la narratrice une fois qu’elle ne ramène plus de nourriture.

### Petka
Petka est l'un des premiers soldats soviétiques ayant violé la narratrice. Par la suite, il débute un harcèlement envers elle, exprimant combien il l'aime et son désir de l'épouser. Une fois l’arrivée de gradés dans l'appartement de la narratrice, il n'éprouve plus que haine envers elle, et, étant porté sur l'alcool, a de nombreux accès de violence envers elle.

### Anatol
Anatol est un lieutenant soviétique d’origine ukrainienne, et le premier gradé que la narratrice a débusqué afin de mettre fin aux viols dont elle était victime. Décrit comme grand et fort, facilement « manœuvrable » bien que violent, il est exploitant laitier dans le civil.

### Lemaïor
Homme aimable et réservé, alors qu'il désire avoir une relation sexuelle avec la narratrice, le maïor (major, en russe : Майор) fait un point d'honneur à savoir si elle le désire et à préciser vouloir partir si ce n'était pas le cas. La narratrice accepte, car Anatol a été muté et qu’elle a toujours besoin d'une « protection ». Il fournit les habitants de l'appartement en moyens de subsistance et reste jusqu'au départ des troupes.

### Gerd
Gerd est le fiancé de la narratrice parti à la guerre. Son souvenir est une des rares sources de réconfort pour la narratrice. Cependant, une fois rentré à Berlin après le retrait des troupes soviétiques des quartiers civils, après que la veuve les lui ait révélés, il ne supporte pas le témoignage de la narratrice et des autres femmes à propos de leurs viols, les qualifiant de « chiennes impudiques ». Il quitte la ville sans que la narratrice sache s'il reviendra un jour.

## Thématiques abordées

### Viols durant l'occupation de l'Allemagne

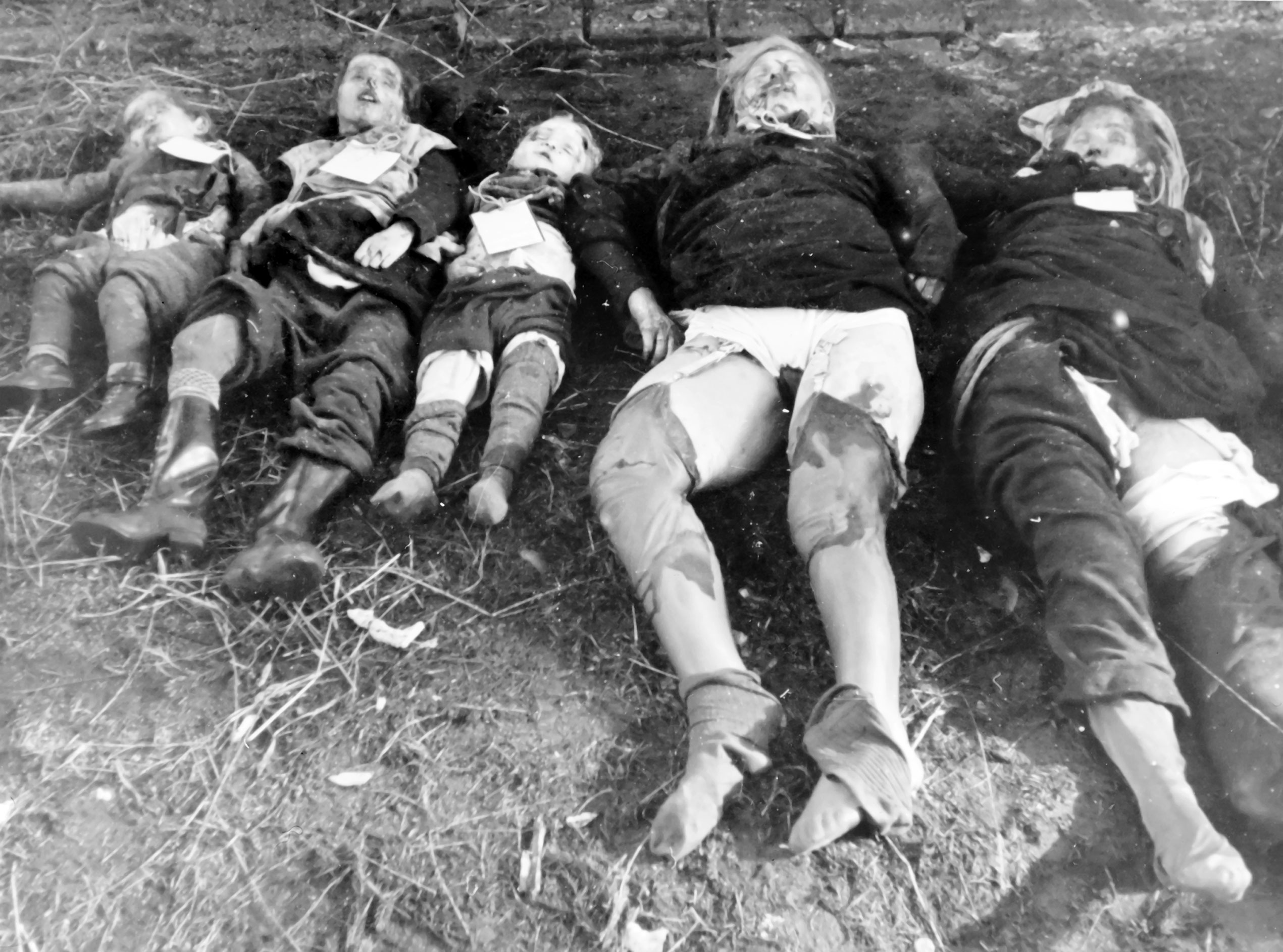
Deux femmes et trois enfants abattus par l'armée soviétique. Il est rapporté que les deux femmes montrent des signes de viol.

Les viols commis par les militaires soviétiques sont à nos yeux[Par qui ?] le sujet central du journal. L’auteure livre un regard amer sur cette période de sa vie. Si elle et les autres femmes appréhendaient les crimes prévisibles au moment de l'avancée des troupes ennemies, la profusion et la violence de ces crimes furent bien au-delà de toutes leurs inquiétudes. La narratrice ne fait que rarement état du viol en lui-même, mais analyse plutôt les comportements liés à ceux-ci, dont notamment la sororité des femmes ainsi que leurs oppositions face aux vicissitudes d'une vie déstructurée par l'effondrement de la société. Ses observations quant aux Soviétiques sont nuancées : si elle exprime un certain attachement pour ceux qui la « considèrent comme son égale » en vertu de la pensée d'August Bebel dans La Femme et le Socialisme, son dégoût pour les violeurs alcoolisés n'est que souligné. Elle fait aussi mention du « décret Staline », interdisant à ses soldats ce type d'exactions, lequel décret n’est dans les faits absolument pas respecté.
À Berlin, il est estimé que cent mille viols ont eu lieu entre avril et septembre 1945, évaluation fondée sur la flambée des taux d'avortements dans les mois suivants. Dix mille femmes violées meurent assassinées ou des suites de leurs blessures ou bien décident de se suicider. 
Dans toute l'Allemagne, les morts de femmes en liaison avec des viols sont estimées à deux cent quarante mille,. 
« Cette forme collective de viol massif est aussi surmontée de manière collective. Chaque femme aide l’autre en en parlant, dit ce qu’elle a sur le cœur, donne à l’autre l’occasion de dire à son tour ce qu’elle a sur le cœur, de cracher le sale morceau. [...] Oui, les filles sont une denrée qui se fait rare. On connaît désormais les périodes et les heures auxquelles les hommes partent en chasse de femmes, on enferme les filles, on les planque dans les soupentes, les empaquette dans des endroits sûrs »
— Anonyme, Une femme à Berlin
.

### Femmes des ruines

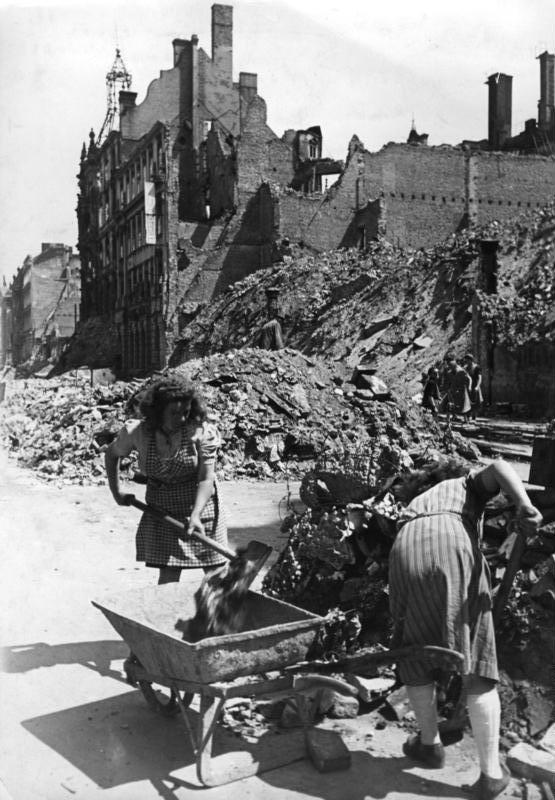
Berlin, juillet 1946. Des femmes déblaient la Jägerstraße.

Les femmes étant la grande majorité de la population civile demeurant à Berlin, elles sont réquisitionnées au déblaiement des ruines et à divers travaux de soutien. La narratrice, travaillant à la fois dans une usine et à la blanchisserie pour soldats, tout en étant victime du trauma du viol et à l'incertitude sur son avenir, fait de son témoignage une des œuvres de la Trümmerliteratur.
En 1945, 30 % de la ville de Berlin est en ruines, et la quasi-totalité des bâtiments sont gravement endommagés. Le nombre de femmes des ruines ayant reconstruit la capitale allemande est estimé à soixante mille.

### Ébranlement de la masculinité
Avec la chute de toutes les structures sociales et l'arrivée des troupes étrangères, la vie à Berlin est dominée par la permanence des forces physique et militaire. Ceci a pour effet d'engendrer un vacillement des codes de la masculinité pour les Berlinois. La narratrice expose ainsi la veulerie et l'impuissance totale des hommes allemands, censés protéger les femmes face à ceux qui les violent et les violentent. Un des effets principaux que l’auteure souligne est la honte et la colère de ceux-ci qui, ayant grandi avec les « normes et les convenances » de la bonne société, préfèrent détourner les yeux de la situation afin de préserver leur propre vie,.
« À l'époque, je me faisais constamment la remarque suivante : mon sentiment, le sentiment de toutes les femmes à l'égard des hommes, était en train de changer. Ils nous font pitié, nous apparaissent affaiblis, misérables. Le sexe faible. Chez les femmes, une espèce de déception collective couve sous la surface. Le monde nazi dominé par les hommes, glorifiant l'homme fort vacille — et avec lui le mythe de l'« Homme ». Dans les guerres d'antan, les hommes pouvaient se prévaloir du privilège de donner la mort et de la recevoir au nom de la patrie. Aujourd'hui, nous, les femmes, nous partageons ce privilège. Et cela nous transforme, nous confère plus d'aplomb. À la fin de cette guerre-ci, à côté des nombreuses défaites, il y aura aussi la défaite des hommes en tant que sexe. »
— Anonyme, Une femme à Berlin

### Ressenti des civils allemands à la prise de Berlin

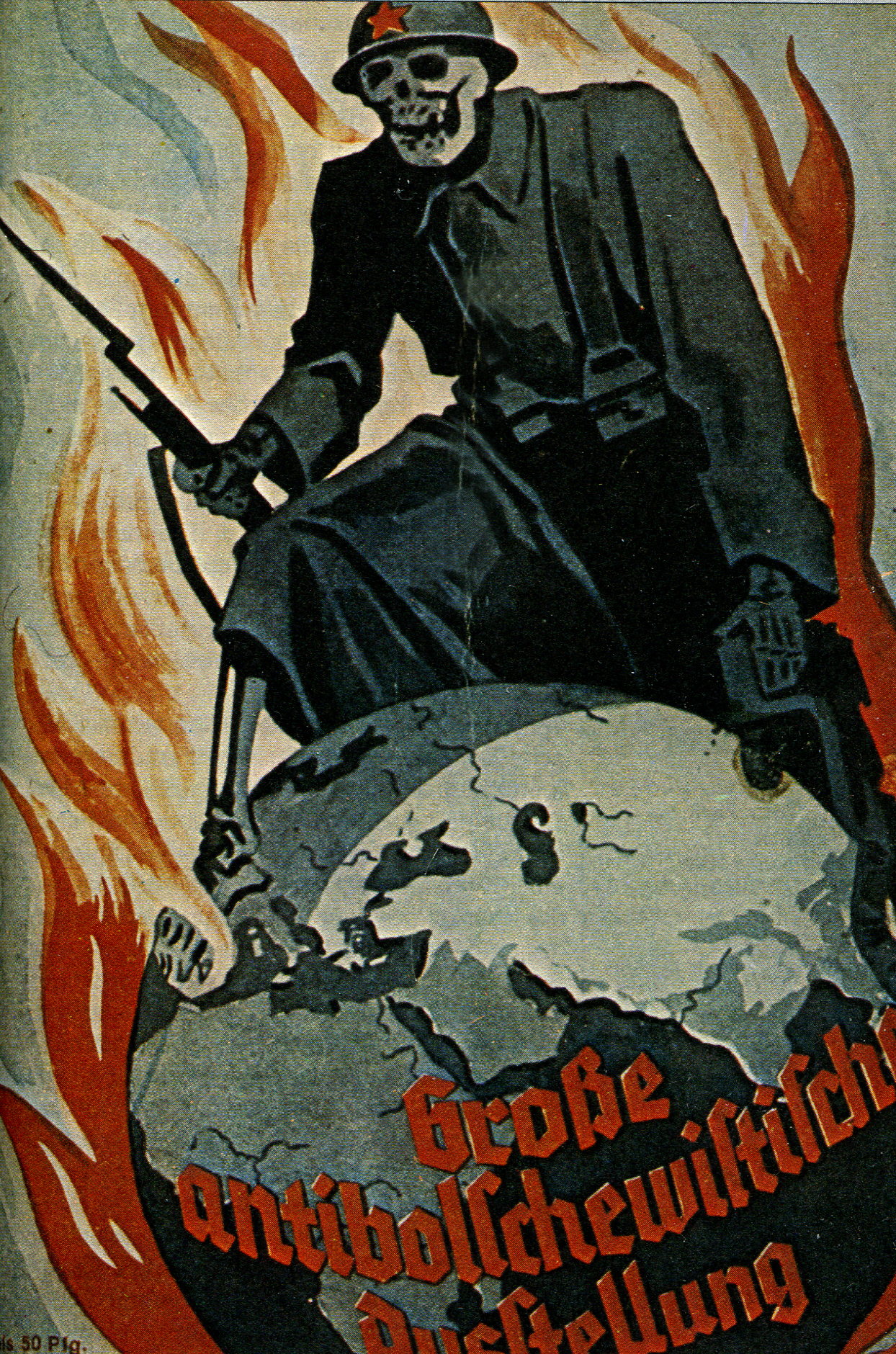
Affiche de propagande nazie anti-soviétique, 1937.

Une femme à Berlin démontre l’instinct de survie que les Berlinois développent alors que la nation est brisée, que ses élites politiques et culturelles ont disparu et les derniers hommes en armes ont été démobilisés. 
La déchéance dans laquelle est plongée la population provoque un rejet et une prise de conscience plus ou moins spontanée à l’égard du nazisme dans la population, qui n'apparaît pas moins opportuniste que son adhésion contrainte au nazisme. L'auteure, au moment de la révélation de son identité en 2003, sera du reste accusée de complaisance vis-à-vis du régime (voir le paragraphe Identité et authenticité).
Cet ouvrage est aussi une preuve de l'emprise de la propagande nazie sur la population allemande, considérant alors les Soviétiques comme « bestiaux russes », tandis que le texte, en plus de témoigner des crimes de guerre, dépeint aussi certains officiers comme des intellectuels passionnés de politique, de musique ou de littérature.
« Notre nouvelle prière du matin et du soir est désormais : “C'est au Führer que nous devons tout cela.”. Phrase qui, pendant les années de paix, exprimait louanges et gratitude sur des panneaux peints ou dans les discours. Maintenant, et bien que la formulation soit restée la même, le sens est inversé, ne trahissant plus que mépris et dérision. je crois que cela porte le nom de renversement dialectique. »
— Anonyme, Une femme à Berlin

## Réception
Ce journal est publié pour la première fois en 1954, traduit en langue anglaise et diffusé aux États-Unis. Par la suite, il est publié en Italie, au Danemark, en Suède, en Norvège, aux Pays-Bas, en Espagne et au Japon. L'accueil en Allemagne, lors de la première parution du texte original en 1959, a été très mauvais. L'ouvrage étant accusé de « souiller l'honneur des femmes allemandes » tout en soulignant une « immoralité éhontée », l’auteure a alors refusé toute réédition de son vivant,. 
À la fin des années 1980, des photocopies du texte circulent dans les universités allemandes et participent de la réflexion féministe en Allemagne, ce témoignage pointant du doigt la domination masculine dans la société civile et militaire.
Ce n'est qu'en 2003, deux ans après la mort de l'auteure, qu'une nouvelle édition de la maison Eichborn permet aux Allemands, dans un pays apaisé, de redécouvrir cette page de leur histoire. Cette édition, préfacée par l'écrivain Hans Magnus Enzensberger, devient alors un best-seller d'abord allemand puis mondial. L'ouvrage est applaudi par la critique, l'historien britannique Antony Beevor le qualifie de « récit personnel le plus puissant de la Seconde Guerre mondiale ». Le texte, bien que salué pour son objectivité, est parfois critiqué par certains pour la violence sous-jacente de certains propos, tels que « J’éclate de rire au milieu de tous ces pleurs : eh bien quoi, je suis vivante, non ? Tout finit par s’oublier ! ».
La traduction russe Женщина в Берлине voit le jour en 2019 dans une maison d'édition indépendante, à Belgorod. En 2021, un tribunal russe d'Abakan (Khakassie) déclare le livre comme « extrémiste » et l'interdit sur le territoire de la Russie,.

## Identité et authenticité

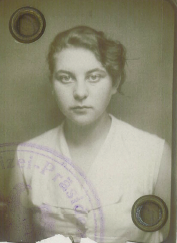
Marta Hillers en 1935.

À la suite du très grand succès de la nouvelle édition de 2003, l'identité de l'auteure est révélée par un journaliste du quotidien Süddeutsche Zeitung, Jens Bisky : il s'agit de Marta Hillers, une journaliste et rédactrice en chef allemande. Cette divulgation provoque la colère de Hans Magnus Enzensberger, déclarant que « même le Bildzeitung n'aurait pas osé dévoiler le nom d'une femme qui a été violée et souhaitait rester anonyme ».
Selon Jens Bisky, la conception du manuscrit peut susciter des doutes dans la mesure où la première édition américaine fut menée sous la responsabilité de Kurt Wilhelm Marek, écrivant sous le pseudonyme de « C. W. Ceram », ami de la narratrice et détenteur en partie des droits, un auteur « spécialisé dans le montage de journaux autobiographiques ou la mise en forme littéraire de témoignages ». La question posée est donc de savoir si Marta Hilliers a produit seule le manuscrit de cent vingt-et-une pages duquel est tiré le texte publié en 1954. Eichborn, éditeur allemand de Une femme à Berlin, confie une mission d'expertise au romancier Walter Kempowski qui ne détecte aucune influence de Kurt Wilhelm Marek dans l'écriture du texte. En 2019, un rapport de l'Institut d'histoire contemporaine rédigé par l'historienne Yuliya von Saal arrive à la conclusion que ce fut Marta Hillers elle-même qui a mis en forme littéraire ses notes originales au moment de la publication, et non Kurt Wilhelm Marek, comme le déclarait Jens Bisky. Marek aurait seulement eu un rôle de conseil auprès de l’auteure. Selon Yuliya von Saal, Une femme à Berlin devrait s'appréhender « comme un monologue littéraire sous forme de journal ».
Beaucoup se sont interrogés à plusieurs reprises sur le profil politique de Marta Hillers, notamment sous la dictature nazie. Si Jens Bisky l'accuse d’être une « publiciste du Troisième Reich », certains, comme la biographe de l’auteure, Clarissa Schnabel, soulignent sa non-appartenance au parti nazi et son militantisme au sein du Parti communiste d'Allemagne pendant sa jeunesse.  Cependant, pendant la guerre, Marta Hillers travailla dans l'édition, notamment pour les magazines nazis Hilf mit! (de) et Freude und Arbeit. Selon Clarissa Schnabel, s'il s'agissait d'une adaptation au régime, « elle ne s'est jamais sentie redevable ni même appartenant au nazisme », tout en citant un extrait de Une femme à Berlin : « Étais-je contre ? En tous cas, j’étais en plein dedans, et j’ai respiré l’air qui nous entourait et nous donnait une certaine couleur, même si nous ne voulions pas ».

## Éditions

### États-Unis
- Anonyme, A Woman in Berlin, New York, Harcourt Brace & Co. (en)/Ballantine Books, 1954. Introduction de C. W. Ceram. Traduction de James Stern.

### Allemagne
- Anonyme, Eine Frau in Berlin : Tagebuchaufzeichnugen vom 20. April bis 22. Juni 1945, Genève, Kossodo (de), 1959.
- Anonyme, Eine Frau in Berlin. Tagebuchaufzeichnungen vom 20. April bis 22. Juni 1945, coll. « Die Andere Bibliothek », Berlin, Eichborn, 2003.  (ISBN 3-821-84737-9)

### France

#### Édition imprimée
- Anonyme, Une femme à Berlin : Journal (20 avril-22 juin 1945), coll. « Témoins », Paris, Gallimard , 2006. Présentation de Hans Magnus Enzensberger. Traduction de Françoise Wuilmart. (ISBN 2-070-77182-2) // Réédition coll "Folio" N° 4653, Paris, Gallimard, 2008,  (ISBN 9782070349494)

#### Livre audio
- Anonyme, Une femme à Berlin : Journal (20 avril-22 juin 1945), coll. « Écoutez lire », Paris, Gallimard, 2015. Lecture de Marianne Basler. Traduction de Françoise Wuilmart.  (ISBN 978-2-07-012396-4)

## Adaptations

### Cinéma
- Max Färberböck a adapté le livre dans son film Une femme à Berlin, sorti en 2008, avec Nina Hoss et Evgueni Sidikhine dans les rôles principaux.

### Bande dessinée
- Nicolas Juncker, Seules dans Berlin, Casterman, 2020[23].
L'auteure met en scène la rencontre fictionnelle entre Marta Hillers et Elena Rjevskaïa (en), qui a été traductrice pour le NKVD et a participé à la découverte et l'identification des corps d'Hitler et d'Eva Braun après la prise de Berlin par l'Armée rouge. Elle a écrit un journal de guerre publié en URSS dans les années 1960, puis en France en 2011 sous le titre Carnets de l'interprète de guerre[24].

### Théâtre
- 2010 : au théâtre du Rond-Point à Paris, mise en scène de Tatiana Vialle, avec Isabelle Carré dans le rôle principal[25].
- 2016 : à l' Espace Go de Montréal (Québec), mise en scène de Brigitte Haentjens, avec Sophie Desmarais dans le rôle principal[26].